# Porterfield (Wisconsin)
Porterfield es un pueblo ubicado en el condado de Marinette en el estado estadounidense de Wisconsin. En el Censo de 2010 tenía una población de 1.971 habitantes y una densidad poblacional de 14,25 personas por km².

## Geografía
Porterfield se encuentra ubicado en las coordenadas 45°10′18″N 87°46′9″O / 45.17167, -87.76917. Según la Oficina del Censo de los Estados Unidos, Porterfield tiene una superficie total de 138.34 km², de la cual 134 km² corresponden a tierra firme y (3.13%) 4.34 km² es agua.

## Demografía
Según el censo de 2010, había 1.971 personas residiendo en Porterfield. La densidad de población era de 14,25 hab./km². De los 1.971 habitantes, Porterfield estaba compuesto por el 98.02% blancos, el 0.25% eran afroamericanos, el 0.46% eran amerindios, el 0.05% eran asiáticos, el 0% eran isleños del Pacífico, el 0.15% eran de otras razas y el 1.07% pertenecían a dos o más razas. Del total de la población el 0.71% eran hispanos o latinos de cualquier raza.